# Rubén Olivera
Pour les articles homonymes, voir Olivera.
Rubén Ariel Olivera da Rosa, né le 4 mai 1983 à Montevideo, est un footballeur uruguayen évoluant au poste de milieu offensif pour l'équipe nationale d'Uruguay.

## Carrière
Rubén Olivera dit El Pollo commence sa carrière en 1999 au Danubio FC, club uruguayen où il passe trois saisons. En 2003, il s'engage avec la Juventus de Turin et fait ses débuts en Championnat d'Italie le 19 avril 2003 contre l'AS Rome. Il est ensuite prêté plusieurs fois à des clubs différents : la Sampdoria, le CA Peñarol et le Genoa CFC. En 2009, il quitte la Juventus pour le CA Peñarol. Un an plus tard, il signe à l'US Lecce. Fin janvier 2012, il rejoint la Fiorentina. En février 2013, il est prêté avec option d'achat au Genoa CFC.
En janvier 2014, il signe en faveur de Brescia.

## Palmarès
- Champion d'Italie 2003 avec la Juventus de Turin.
- Champion d'Uruguay 2001 avec le Danubio FC.
- Champion d'Uruguay 2008 avec le CA Peñarol.